# Almucantarat

Sfera cerească și almucantaratul / almicantaratul unui astru (în roșu), iar orizontul (în verde).

În astronomie, un almucantarat (uneori almicantarat), cunoscut și ca un cerc de înălțime sau o paralelă de înălțime, este un cerc mic al sferei cerești. Unind punctele de aceeași înălțime, el este paralel cu planul orizontal și este perpendicular cu verticala care unește zenitul cu nadirul.
Almicantaratul / almucantaratul unui obiect ceresc este acela care trece prin astrul observat. Cercul parhelic este almucantaratul Soarelui. Cercul subparhelic este acela al punctului antisolar, care este punctul antipodal al punctului solar.

## Etimologie
Termenul almucantarat a fost introdus în astronomia europeană de  călugărul astronom Hermann von Reichenau, ca latinizare a cuvântului din arabă al-muqanṭarah („almucantar, ceas solar”, plural: al-muqanṭarāt), derivat din qanṭarah („arc, pod”).

## Instrument
Termenul almicantarat desemnează și instrumentul cunoscut sub numele de astrolab.

## Soft
Almicantarat este și numele unui soft gratuit de calcul astronomic.